# ألان لايت
ألان لايت (بالإنجليزية: Alan Light) هو صحفي أمريكي، ولد في 4 أغسطس 1966.

## وصلات خارجية
- ألان لايت على موقع ميوزك برينز (الإنجليزية)